# Bitva Bun'ei
Bitva Bun'ei (japonsky 文永の役, Bun'ei no eki), známá též jako První bitva v zátoce Hakata, byl první pokus Mongoly ovládané říše Jüan o podmanění Japonska. Poté co se Kublajchánova flotila zmocnila ostrovů Cušima a Iki, přesunulo se toto loďstvo k japonské pevnině a přistálo v zátoce Hakata, nedaleko od provinčního hlavního města ostrova Kjúšú Dazaifu. Přestože měly invazní síly lepší zbraně i taktiku, vojsko, jež se vylodilo v zátoce Hakata, bylo značně přečísleno samurajskou armádou. Japonci se totiž připravovali již od té doby, kdy se doslechli o porážkách u ostrovů Cušima a Iki. Mobilizovali válečníky a posilovali obranu. Japonským obráncům pomohl v neposlední řadě rovněž tajfun, který potopil značnou část jüanského loďstva. Mongolský pokus o podmanění Japonska byl nakonec odražen krátce po počátečním vylodění invazních sil.
Jüanští vojáci se po pouhém jednom dni bojů stáhli zpět na své lodě. Tajfun, který se té noci rozběsnil a o němž se říkalo, že je to Kamikaze (神風) neboli „Božský vítr“ seslaný ochrannými božstvy na japonské nepřátele, natolik ohrožoval jüanské lodě, že je přinutil, se vrátily do Koreje. Mnoho vracejících se lodí se té noci v bouři potopilo.

## Bitva
Po vylodění v zátoce obsadily jüanské síly rychle Hakatu (dnes část města Fukuoka), ale krátce nato je napadlo samurajské vojsko. Zpočátku čelili samurajové značné převaze nepřítele. Byli zvyklí na menší rodové šarvátky a přísná organizace a mohutná palebná síla útočníků jim dělaly velké problémy. Jüanští lučištníci je zasypávali salvami přesně mířených šípů. Jüanská armáda rovněž využívala předchůdce dnešního raketového dělostřelectva – rakety poháněné střelným prachem včetně prvních raketometů pro střelbu salvami – a její pěchota používala taktiku podobnou starořeckým falangám, když zadržovala samuraje svými štíty a kopími. Přestože samurajové nedokázali útočníky přesvědčivě porazit, bojovali tvrdě a způsobili jim těžké ztráty.
Přes počáteční úspěchy, kdy se vítězství klonilo na stranu invazních sil, nepronásledovali jüanští útočníci samuraje dál do vnitrozemí, k branám opevněného města Dazaifu. Kronika Nihon Ódai Ičiran (日本王代一覧) neboli Letopisy japonských císařů vysvětluje, že útočníci byli poraženi, protože se jim nedostávalo šípů.
Byl to však spíš důsledek jejich neznalosti terénu, očekávání japonských posil a těžkých ztrát, které utrpěli. Jüanské síly přerušily svůj útok, který mohl mít spíš charakter průzkumu bojem než přímé invaze, a vrátily se na své lodě. Té noci ztratilo Kublajchánovo loďstvo následkem tajfunu zhruba třetinu svých sil. Místo aby se invazní armáda přeskupila a pokračovala v útoku, vrátila se zpět do Koreje. Zřejmě se tak stalo na popud korejských námořníků a kapitánů.